# مدينة زامبوانجا
مدينة زامبوانجا (بالإنجليزية: Zamboanga City)‏ هي مدينة من مدن الفلبين. يبلغ عدد سكانها 807,129 نسمة وذلك حسب إحصائيات سنة 2010. يبلغ ارتفاع المدينة عن سطح البحر قرابة 16.0 متر.

## تاريخ
- يوم الثلاثاء 1 آذار 2016 تعرض الشيخ عائض القرني لمحاولة اغتيال في المدينة، وكان الحادث قد وقع أثناء قيام الشيخ بإلقاء محاضرة في مدينة زامبوانجا الفلبينية بحضور أكثر من 10000 شخص وبدعوة من إحدى الجمعيات الخيرية، أطلق مجهول النار أثناء ركوب الشيخ «عائض» السيارة. وقام الجاني بإطلاق ثلاث طلقات أصابت إحداها يد الشيخ، فيما قَتَل رجال الأمن الجاني وألقوا القبض على مرافق الجاني، ولم يصب أحد من مرافقي الشيخ .[3]

## توأمة
لمدينة زامبوانجا اتفاقيات توأمة مع:
- سرقسطة

## أعلام
- ماريو أوهارا
- روبرتو جوميز
- بن فيلافلور
- فيسنتي ألفاريز
- بادي زابالا